# Thure Wadenholt
Thure Gustaf Wadenholt, ursprungligen Persson, född 28 april 1933 i Ljusdal, död 12 juli 2008 i Överluleå församling, Norrbottens län, var en svensk militär.

## Biografi
Wadenholt avlade officersexamen vid Krigsskolan 1956 och utnämndes samma år till fänrik i armén. Han studerade vid Artilleri- och ingenjörofficersskolan 1958–1959 och befordrades till kapten vid Bodens artilleriregemente 1964. Han gick Högre stabskursen vid Militärhögskolan 1965–1967. År 1970 överfördes han till Generalstabskåren och var 1970–1973 avdelningschef vid staben i Övre Norrlands militärområde. Han befordrades 1972 till major och överstelöjtnant. Åren 1973–1976 var han regementsbefäl i Operationsledning 2 i Operationsledningen i Försvarsstaben. År 1979 befordrades han till överste, varefter han var ställföreträdande befälhavare för Bodens försvarsområde tillika ställföreträdande chef för Bodens artilleriregemente 1979–1983. År 1980 utbildade han sig vid Försvarshögskolan. Han befordrades 1983 till överste av första graden och var 1983–1992 befälhavare för Bodens försvarsområde, chef för Bodens artilleriregemente och chef för Bodens garnison. År 1986 gick han Högre chefskursen vid Försvarshögskolan. Wadenholt lämnade Försvarsmakten 1993.
Åren 1992–1997 var han ordförande i Friluftsfrämjandet och dess centralstyrelse.

## Utmärkelser
- Riddare av Svärdsorden, 6 juni 1974.[7]